# Hörmanns bei Weitra
Hörmanns bei Weitra (früher auch Oberhörmanns) ist eine Ortschaft und unter dem Namen Hörmanns eine Katastralgemeinde der Marktgemeinde Großdietmanns im Bezirk Gmünd in Niederösterreich mit 205 Einwohnern (Stand 1. Jänner 2024).

## Geografie
Das zwischen Altweitra und Waldenstein gelegene Dorf wird vom Hörmannser Bach durchflossen, der aus dem Hörmannser See fließt. Zur Ortschaft zählt auch die Lage Schusterhäusl.
Am 1. April 2020 umfasste die Ortschaft 83 Adressen.

## Siedlungsentwicklung
Zum Jahreswechsel 1979/1980 befanden sich in der Katastralgemeinde Hörmanns insgesamt 74 Bauflächen mit 33.906 m² und 73 Gärten auf 53.705 m², 1989/1990 waren es 73 Bauflächen. 1999/2000 war die Zahl der Bauflächen auf 258 angewachsen und 2009/2010 waren es 133 Gebäude auf 289 Bauflächen.

## Geschichte
Schweickhardt beschrieb die Bewohner als gut bestiftete Waldbauern, die auch Feldbau und Viehwirtschaft betrieben. Im Jahr 1822 wurde der Ort als Dorf mit 42 Häusern genannt, das nach Großdietmanns eingepfarrt war, wohin auch die Kinder eingeschult wurden. Die Herrschaft Engelstein besaß die Ortsobrigkeit und besorgte die Konskription. Die Landgerichtsbarkeit wurde von der Herrschaft Weitra ausgeübt und die Untertanen und Grundholde des Ortes gehörten den Herrschaften Engelstein und Weitra. Laut Adressbuch von Österreich waren im Jahr 1938 in der Ortsgemeinde Hörmanns zwei Gastwirte, ein Gemischtwarenhändler, ein Schneider ein Viehhändler, ein Viktualienhändler und einige Landwirte ansässig. Im Rahmen der Niederösterreichischen Kommunalstrukturverbesserung konstituierten sich im Jahr 1967 die damaligen Gemeinden Dietmanns, Eichberg, Hörmanns bei Weitra und Wielands zur Gemeinde Großdietmanns.

## Landwirtschaft
Die Katastralgemeinde ist landwirtschaftlich geprägt. 436 Hektar wurden zum Jahreswechsel 1979/1980 landwirtschaftlich genutzt und 77 Hektar waren forstwirtschaftlich geführte Waldflächen. 1999/2000 wurde auf 417 Hektar Landwirtschaft betrieben und 93 Hektar waren als forstwirtschaftlich genutzte Flächen ausgewiesen. Ende 2018 waren 392 Hektar als landwirtschaftliche Flächen genutzt und Forstwirtschaft wurde auf 103 Hektar betrieben. Die durchschnittliche Bodenklimazahl von Hörmanns beträgt 28,1 (Stand 2010).